# ماكسيكسي
ماكسيكسي هي مدينة، تتبع محافظة إنهامبان، بلغ عدد سكانها 108٬824 نسمة.